# Alberto Arturo Figueroa Morales
Alberto Arturo Figueroa Morales (nacido en Guaynabo, Puerto Rico, el 9 de agosto de 1961) es un sacerdote de la Iglesia Católica, Obispo de la Diócesis de Arecibo desde 2022, cuando fue nombrado por el Papa Francisco, anteriormente fue obispo auxiliar de San Juan.

## Biografía
Estudió escuela primaria y secundaria en varias escuelas católicas y públicas en Guaynabo y se graduó en 1979. En 1981 ingresó como postulante con los Frailes Capuchinos y estudió en la Pontificia Universidad Católica de Puerto Rico - Ponce (PUCPR), donde obtuvo el bachillerato en filosofía en 1984. Después de completar el noviciado, hizo una profesión temporal en 1985. Comenzó sus estudios de teología en el Centro de Estudios Dominicos del Caribe (CEDOC) en Bayamón.
En 1986, recibió la dispensación de los votos temporales y entró al seminario diocesano Jesús Maestro de la Diócesis de Arecibo. Tras completar sus estudios en Teología en la Universidad de Navarra y una maestría en Derecho Canónico de la Universidad Pontificia de Salamanca, recibió la ordenación diaconal en 1989, y el 2 de junio de 1990 la ordenación sacerdotal a manos de monseñor Ulises Aurelio Casiano Vargas, administrador apostólico de la diócesis de Arecibo. Su primera asignación fue como vicario de la Catedral de Arecibo.

## Obispo auxiliar de San Juan
El papa Francisco nombró a Figueroa Morales obispo auxiliar para la Arquidiócesis de San Juan el 19 de noviembre de 2019.
 El 27 de diciembre de 2019, Figueroa Morales fue consagrado como obispo.

## Obispo de Arecibo
El 14 de septiembre de 2022, el Papa Francisco lo nombra Obispo de la Diócesis de Arecibo.